# Kylie Cantrall

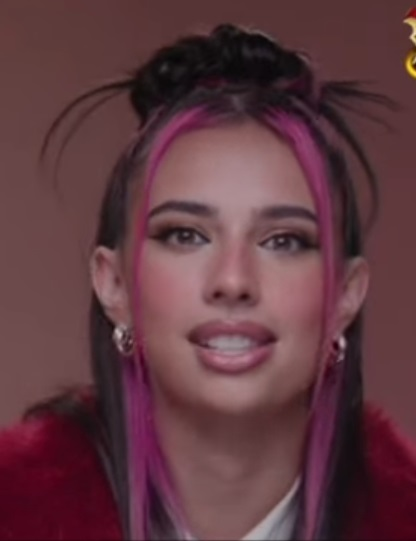
Kylie Cantrall (2024)

Kylie Lorena Cantrall (* 25. Juni 2005 in Los Angeles, Kalifornien, USA) ist eine US-amerikanische Schauspielerin, Sängerin, Tänzerin und Social-Media-Persönlichkeit.

## Karriere

### Musik
Kylie Cantrall wurde schon früh in den darstellenden Künsten ausgebildet, wozu auch die Bereiche Musik und Tanz zählten. Am 30. April 2014 eröffnete sie ihren eigenen YouTube Channel „Hello Kylie“ im Alter von acht Jahren und generierte mit der ersten Video-Reihe bereits tausende Aufrufe. In dieser coverte sie Lieder bekannter Sängerinnen wie Ariana Grande, Beyoncé oder Selena Gomez. So wurde man auf Cantrall aufmerksam und es folgten erste Aufträge an der Seite berühmter Künstler wie Zendaya und Johnny Orlando. Im Jahr 2016 veröffentlichte sie dann erste Musikvideos zu eigenen Liedern.

### Schauspiel
Im Alter von neun Jahren begann Cantrall, sich für Tanzrollen zu bewerben. Den ersten Auftrag erhielt sie in einem Musikvideo mit dem Titel Fitty Smallz: Hamburger Fries & Shake. 2016 übernahm sie die Rolle der Regisseurin Marisol im Fernsehkurzfilm The Toycracker: A Mini-Musical Spectacular, welcher zu ihrem Schauspieldebüt wurde. Darauf folgte 2018 eine Gastrolle in Bizaardvark, bevor sie noch im selben Jahr für den wiederkehrenden Charakter Jasmine in der Fernsehserie Zuhause bei Raven besetzt wurde. Ihren Durchbruch feierte Cantrall ab 2019 mit der Hauptrolle in Gabby Duran und die Unbezähmbaren.

## Privatleben
Kylie Cantrall hat mütterlicherseits venezolanische Wurzeln, deren Kultur, Glaube und Traditionen sie bis heute begleiten. Ihre Eltern sind ebenfalls in der Unterhaltungsbranche tätig. Cantralls Mutter ist Tänzerin und ließ sie bereits als Kind an Proben und Aufführungen teilhaben. Vater Alex „CAT“ Cantrall arbeitet als Musikproduzent. Er wurde regelmäßig von seiner Tochter zu Aufnahmen im Tonstudio begleitet, die so auf berühmte Persönlichkeiten der Musikindustrie traf. Sie selbst begann im Alter von zwei Jahren mit dem Singen.

## Filmografie (Auswahl)

### Filme
- 2016: The Toycracker: A Mini-Musical Spectacular (Fernsehkurzfilm)
- 2024: Descendants: The Rise of Red

### Serien
- 2018: Bizaardvark (Episode 2x20)
- 2018: Zuhause bei Raven (Raven’s Home, 3 Episoden)
- 2019: Eine unberechenbare Familie (Just Roll with It, Episode 1x11)
- 2019–2021: Gabby Duran und die Unbezähmbaren (Gabby Duran & The Unsittables)
- 2020: Gabby Duran and the Unsittables: Babysitting 101 (Gabby Duran & The Unsittables: Baby Sitting 101, Miniserie)
- 2021: Dr. Doogie Kamealoha (Doogie Kamealoha, M.D., Episode 1x06)
- 2023: High School Musical: Das Musical: Die Serie (High School Musical: The Musical – The Series, 6 Episoden)

## Synchronrollen

### Filme
- 2021: Ron läuft schief (Ron’s Gone Wrong) als Savannah

### Serien
- 2024: Spidey und seine Super-Freunde (Spidey and His Amazing Friends) als White Tiger[6]

## Diskografie

### Singles
| Titel                         | Interpret                                         | Album                                                                                 | Veröffentlichung   | Ref.   |
| ----------------------------- | ------------------------------------------------- | ------------------------------------------------------------------------------------- | ------------------ | ------ |
| That’s What I’m Talkin’ Bout  | Kylie Cantrall                                    | –                                                                                     | 20. April 2019     | [ 7 ]  |
| Feeling Some Kinda Way        | Kylie Cantrall                                    | –                                                                                     | 6. September 2019  | [ 8 ]  |
| I Do My Thing                 | Kylie Cantrall                                    | –                                                                                     | 20. September 2019 | [ 9 ]  |
| Calling All The Monsters      | Kylie Cantrall                                    | –                                                                                     | 4. Oktober 2019    | [ 10 ] |
| Sucker                        | Kylie Cantrall                                    | Disney’s Hall of Villains                                                             | 13. Oktober 2019   | [ 11 ] |
| Santa Claus Is Comin’ to Town | Kylie Cantrall                                    | Disney Channel Holiday Hits 2019                                                      | 6. Dezember 2019   | [ 12 ] |
| No Reason                     | Kylie Cantrall                                    | –                                                                                     | 20. März 2020      | [ 13 ] |
| What’s My Name (Dance Remix)  | Kylie Cantrall                                    | Descendants Remix Dance Party – EP                                                    | 3. April 2020      | [ 14 ] |
| Beggin                        | TAUHEED mit Kylie Cantrall                        | Life Like A Puzzle                                                                    | 31. Juli 2021      | [ 15 ] |
| Sad Boy                       | R3HAB & Jonas Blue mit Ava Max und Kylie Cantrall | –                                                                                     | 10. September 2021 | [ 16 ] |
| Sad Boy (Club Remix)          | R3HAB & Jonas Blue mit Ava Max und Kylie Cantrall | –                                                                                     | 8. Oktober 2021    | [ 17 ] |
| Sad Boy (VIP Remix)           | R3HAB & Jonas Blue mit Ava Max und Kylie Cantrall | –                                                                                     | 8. Oktober 2021    | [ 18 ] |
| Sad Boy (All That MTRS Remix) | R3HAB & Jonas Blue mit Ava Max und Kylie Cantrall | –                                                                                     | 12. Oktober 2021   | [ 19 ] |
| Sad Boy (Acoustic)            | R3HAB & Jonas Blue mit Ava Max und Kylie Cantrall | –                                                                                     | 12. Oktober 2021   | [ 20 ] |
| Sad Boy (Cat Dealers Remix)   | R3HAB & Jonas Blue mit Ava Max und Kylie Cantrall | –                                                                                     | 12. Oktober 2021   | [ 21 ] |
| Switch Phones                 | Kylie Cantrall                                    | –                                                                                     | 16. November 2021  | [ 22 ] |
| High School Musical           | Kylie Cantrall                                    | High School Musical: The Musical: The Series (Original Soundtrack / The Final Season) | 9. August 2023     | [ 23 ] |
| Texts Go Green                | Kylie Cantrall                                    | –                                                                                     | 16. August 2023    | [ 24 ] |
| Elastic                       | Kylie Cantrall                                    | –                                                                                     | 21. Februar 2024   | [ 25 ] |
| Boo’d Up                      | Kylie Cantrall                                    | –                                                                                     | 12. April 2024     | [ 26 ] |
| What’s My Name (Red Version)  | China Anne McClain und Kylie Cantrall             | Descendants: The Rise of Red (Original Soundtrack)                                    | 26. April 2024     | [ 27 ] |
| Unsure                        | Alan Walker und Kylie Cantrall                    | –                                                                                     | 2. Mai 2024        | [ 28 ] |
| Red (Solo Demo)               | Kylie Cantrall                                    | Descendants: The Rise of Red (Original Soundtrack)                                    | 21. Juni 2024      | [ 29 ] |
| Red                           | Kylie Cantrall und Alex Boniello                  | Descendants: The Rise of Red (Original Soundtrack)                                    | 21. Juni 2024      | [ 30 ] |
| Life Is Sweeter (Remix)       | Descendants: The Rise of Red Cast                 | Descendants: The Rise of Red (Original Soundtrack)                                    | 12. Juli 2024      | [ 31 ] |
| Life Is Sweeter (Reprise)     | Rita Ora und Kylie Cantrall                       | Descendants: The Rise of Red (Original Soundtrack)                                    | 12. Juli 2024      | [ 32 ] |
| Bad Reputation                | Kylie Cantrall                                    | Descendants: The Rise of Red (Original Soundtrack)                                    | 12. Juli 2024      | [ 33 ] |
| Fight of Our Lives            | Kylie Cantrall und Malia Baker                    | Descendants: The Rise of Red (Original Soundtrack)                                    | 12. Juli 2024      | [ 34 ] |
| Love Ain’t It                 | Rita Ora, Kylie Cantrall, Brandy und Malia Baker  | Descendants: The Rise of Red (Original Soundtrack)                                    | 12. Juli 2024      | [ 35 ] |
| Ate that Up                   | Kylie Cantrall                                    | –                                                                                     | –                  | [ 36 ] |

### EPs
Das Extended Play „Minute Songs (Volume 1)“ von Kylie Cantrall erschien am 25. Dezember 2023. Es wurde unter den Labels der Artist Partner Group und der Heroine Music Group veröffentlicht.
| 10 Minute Songs (Volume 1) | 10 Minute Songs (Volume 1) | 10 Minute Songs (Volume 1) |
| Nr.                        | Titel                      | Ref.                       |
| -------------------------- | -------------------------- | -------------------------- |
| 1                          | Mascara                    | [ 37 ]                     |
| 2                          | Dear Diary                 | [ 37 ]                     |
| 3                          | Happy With Yourself        | [ 37 ]                     |
| 4                          | Put the Record On          | [ 37 ]                     |
| 5                          | Head in the Clouds         | [ 37 ]                     |
| 6                          | Like a Movie               | [ 37 ]                     |